# Мегри (крепость)
Крепость Мегри (арм. Մեղրու բերդ) — это средневековый армянский архитектурный памятник на вершине горы Мегри. Крепость включена в Список недвижимых памятников истории и культуры Мегри.
Крепость Мегри впервые упоминается в 1083 году. Она была полностью реконструирована в XVIII веке. Благодаря архитектурной композиции крепость Мегри является уникальным примером армянской техники фортификации. У крепости нет стен. Их заменяют высокие горы с наклонной стороны горной цепи. Башни построены из гранита на вершинах горной цепи. 4 из них круглые и две других имеют прямоугольную форму. Балки из дуба используются по всей башне, чтобы защитить крепость от землетрясения. Башни были двухэтажными. Вокруг крепости находятся огневые точки башни. Южная часть города находится под защитой реки Мегри и башнеобразных домов на берегу реки, которые имеют роль уникальных барьеров.

## Галерея

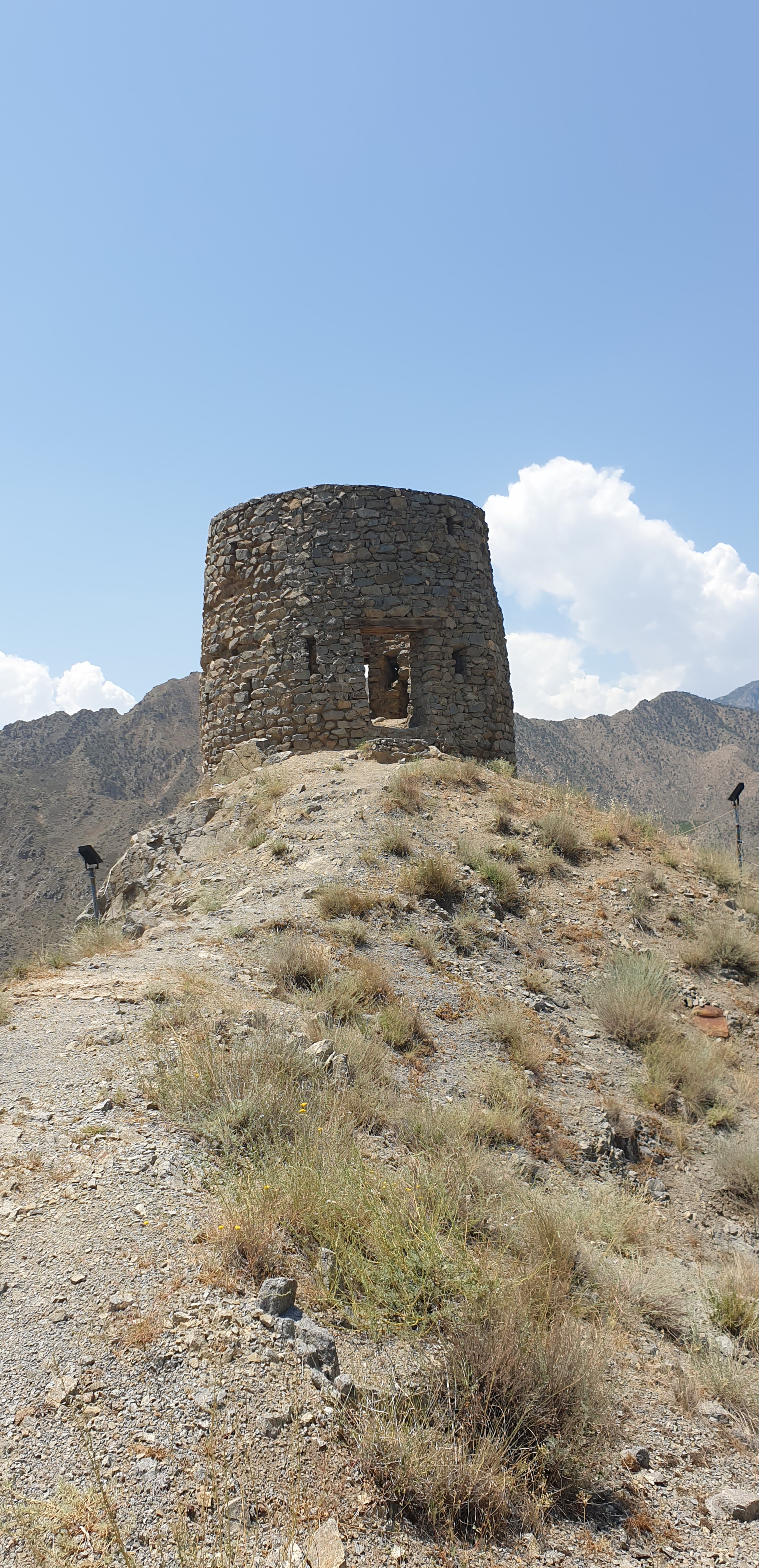
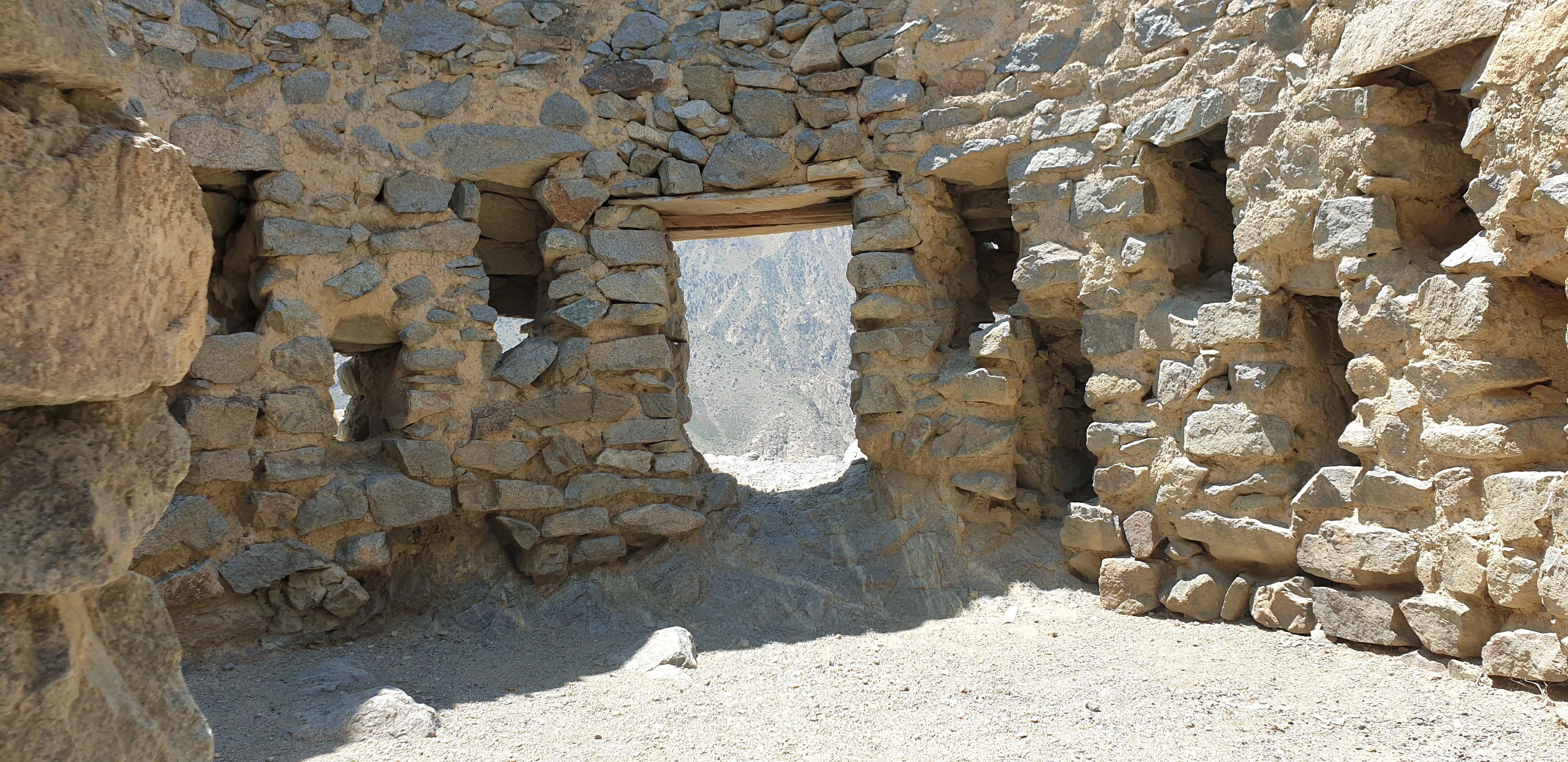
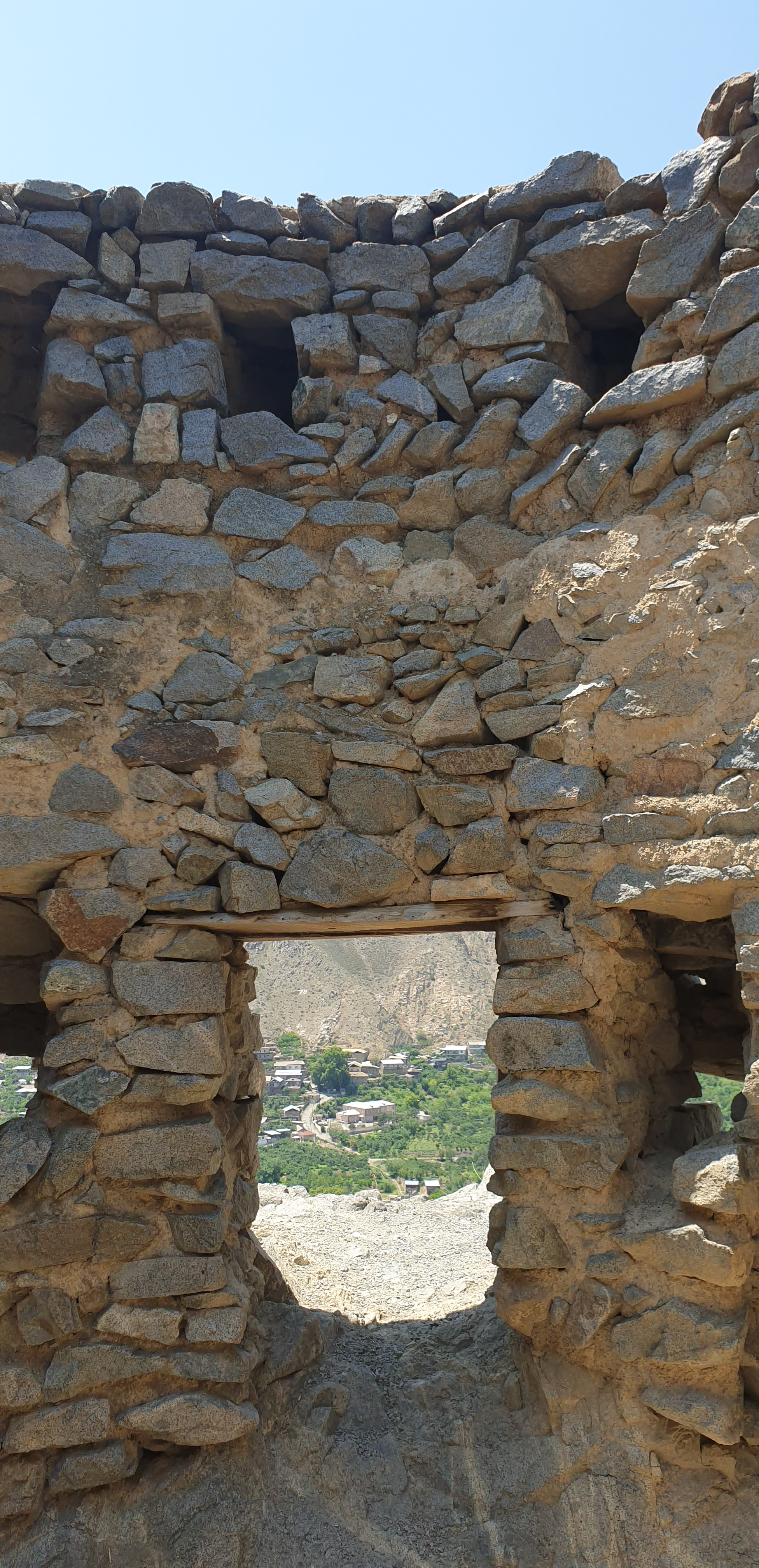
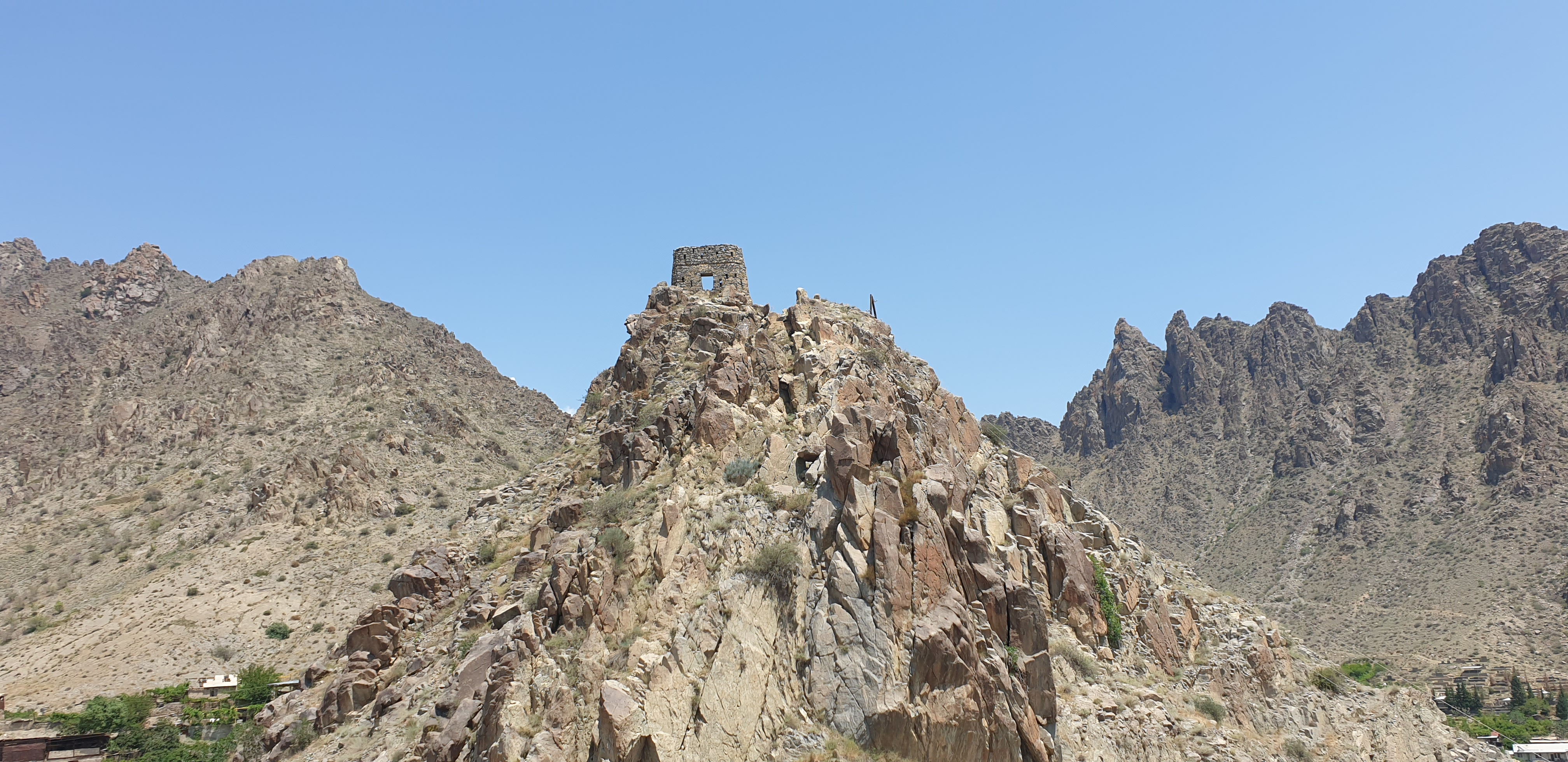
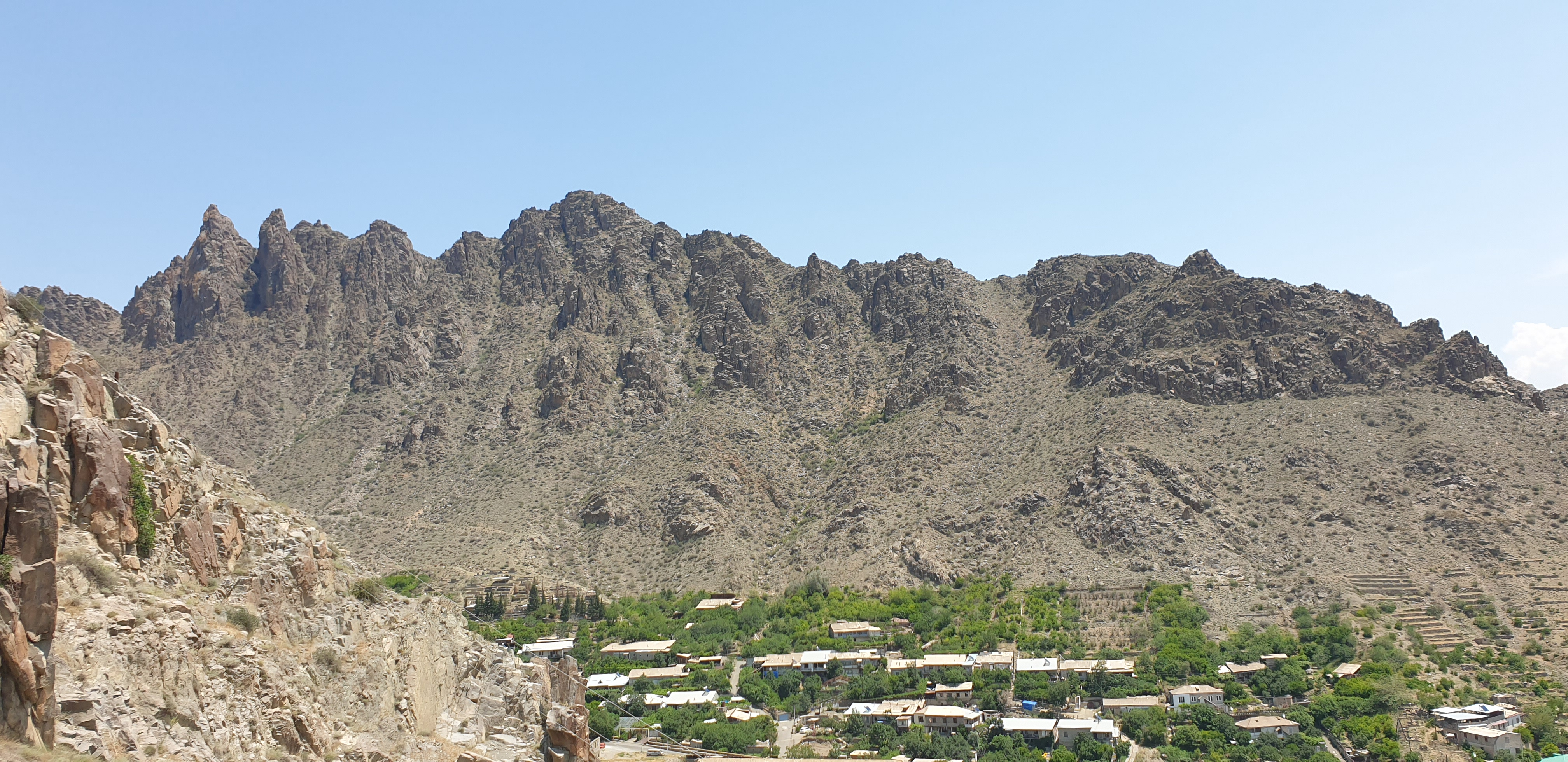
Виды Мегри
Панорама города Мегри. Вид от одной из башен крепости